# Bugaj (powiat chodzieski)
Bugaj – osada w Polsce położona w województwie wielkopolskim, w powiecie chodzieskim, w gminie Margonin.
Przez miejscowość przebiega droga wojewódzka nr 190.
W latach 1975–1998 miejscowość należała administracyjnie do województwa pilskiego.